# 横須賀ストーリー (アルバム)
『横須賀ストーリー』（よこすかストーリー）は、山口百恵の9枚目のスタジオ・アルバム。1976年8月1日にCBSソニーよりリリースされた。

## 概要
帯コピー：傷つきやすく壊れやすい青春……でも求めてゆきたい
コンセプト・アルバムとしての統一感を出すため、A面の全曲は宇崎竜童・阿木燿子コンビの曲で纏められている。シングル「横須賀ストーリー」が自己最大のセールスを記録したこともあり、本作より本格的に両名による楽曲制作が始まった。B面に収録された曲は、佐瀬寿一と三木たかしが手掛けている。ディレクターの川瀬泰雄は、収録曲の編曲を手掛けた矢野立美や船山基紀にジャンニ・モランディの「サンライト・ツイスト」を聴いてもらい、サウンドのイメージを拡げてもらったという。
「赤い運命」は、TBSドラマ『赤い運命』のテーマ曲だったこともあり、前作に引き続き本作にも収録された。
2003年6月4日に発売された、全オリジナルアルバム22枚を復刻したCD-BOX『MOMOE PREMIUM』にはリマスタリング音源で収録されている。2007年9月30日には更なるマスターサウンド仕様が施された『Complete MOMOE PREMIUM』が発売された。

## 収録曲

### LP
| 全作詞: 阿木燿子、全作曲: 宇崎竜童、全編曲: 船山基紀 (注記を除く)。 |                                      |          |            |      |
| #                                                                   | タイトル                             | 作詞     | 作曲・編曲 | 時間 |
| 1.                                                                  | 「陽炎」                             | 阿木燿子 | 宇崎竜童   | 4:15 |
| 2.                                                                  | 「GAME IS OVER」                     | 阿木燿子 | 宇崎竜童   | 3:29 |
| 3.                                                                  | 「横須賀ストーリー」(編曲: 萩田光雄) | 阿木燿子 | 宇崎竜童   | 3:50 |
| 4.                                                                  | 「自転車の上の彼」                   | 阿木燿子 | 宇崎竜童   | 3:32 |
| 5.                                                                  | 「クラブサンドウィッチはいかが？」   | 阿木燿子 | 宇崎竜童   | 2:21 |
| 6.                                                                  | 「風たちの午後」                     | 阿木燿子 | 宇崎竜童   | 3:54 |

| 全作詞: 石原信一、全作曲: 佐瀬寿一 (注記を除く)。 |                                                                        |          |                       |          |      |
| #                                                 | タイトル                                                               | 作詞     | 作曲・編曲            | 編曲     | 時間 |
| 1.                                                | 「いま目覚めた子供のように」                                           | 石原信一 | 佐瀬寿一 (注記を除く) | 船山基紀 | 3:53 |
| 2.                                                | 「ひとにぎりの砂」                                                     | 石原信一 | 佐瀬寿一 (注記を除く) | 矢野立美 | 2:37 |
| 3.                                                | 「赤い運命」(TBS系同名ドラマ主題歌) (作詞: 千家和也、作曲: 三木たかし) | 石原信一 | 佐瀬寿一 (注記を除く) | 高田弘   | 3:09 |
| 4.                                                | 「それでも明日が…」                                                    | 石原信一 | 佐瀬寿一 (注記を除く) | 船山基紀 | 2:53 |
| 5.                                                | 「愛の暮色」(作詞: 千家和也、作曲: 三木たかし)                         | 石原信一 | 佐瀬寿一 (注記を除く) | 高田弘   | 4:34 |
| 6.                                                | 「甘い裏切り」                                                         | 石原信一 | 佐瀬寿一 (注記を除く) | 矢野立美 | 4:07 |

## 関連作品
- MOMOE PREMIUM
- 山口百恵 22 Original Albums Collection
- Complete MOMOE PREMIUM

## 参考資料
- 川瀬泰雄『プレイバック 制作ディレクター回想記』学研マーケティング、2011年2月。ISBN 978-4054047259。